# Serras de Sudeste
Serras de Sudeste is een van de 35 microregio's van de Braziliaanse deelstaat Rio Grande do Sul. Zij ligt in de mesoregio Sudeste Rio-Grandense en grenst aan de microregio's Campanha Meridional, Santa Maria, Cachoeira do Sul, Camaquã, Pelotas en Jaguarão. De microregio heeft een oppervlakte van ca. 16.513 km². In 2005 werd het inwoneraantal geschat op 121.504.
Zeven gemeenten behoren tot deze microregio:
- Amaral Ferrador
- Caçapava do Sul
- Candiota
- Encruzilhada do Sul
- Pinheiro Machado
- Piratini
- Santana da Boa Vista

Mesoregio's: Centro Ocidental Rio-Grandense · Centro Oriental Rio-Grandense · Metropolitana de Porto Alegre · Nordeste Rio-Grandense · Noroeste Rio-Grandense · Sudeste Rio-Grandense · Sudoeste Rio-Grandense

Microregio's: Cachoeira do Sul · Camaquã · Campanha Central · Campanha Meridional · Campanha Ocidental · Carazinho · Caxias do Sul · Cerro Largo · Cruz Alta · Erechim · Frederico Westphalen · Gramado-Canela · Guaporé · Ijuí · Jaguarão · Lajeado-Estrela · Litoral Lagunar · Montenegro · Não-Me-Toque · Osório · Passo Fundo · Pelotas · Porto Alegre · Restinga Seca · Sananduva · Santa Cruz do Sul · Santa Maria · Santa Rosa · Santiago · Santo Ângelo · São Jerônimo · Serras de Sudeste · Soledade · Três Passos · Vacaria